# Leptochilus kozlovi
Leptochilus kozlovi är en stekelart som beskrevs av Kurzenko 1977. Leptochilus kozlovi ingår i släktet Leptochilus och familjen Eumenidae. Inga underarter finns listade i Catalogue of Life.